# Heilig-Geist-Kirche (Oberredwitz)

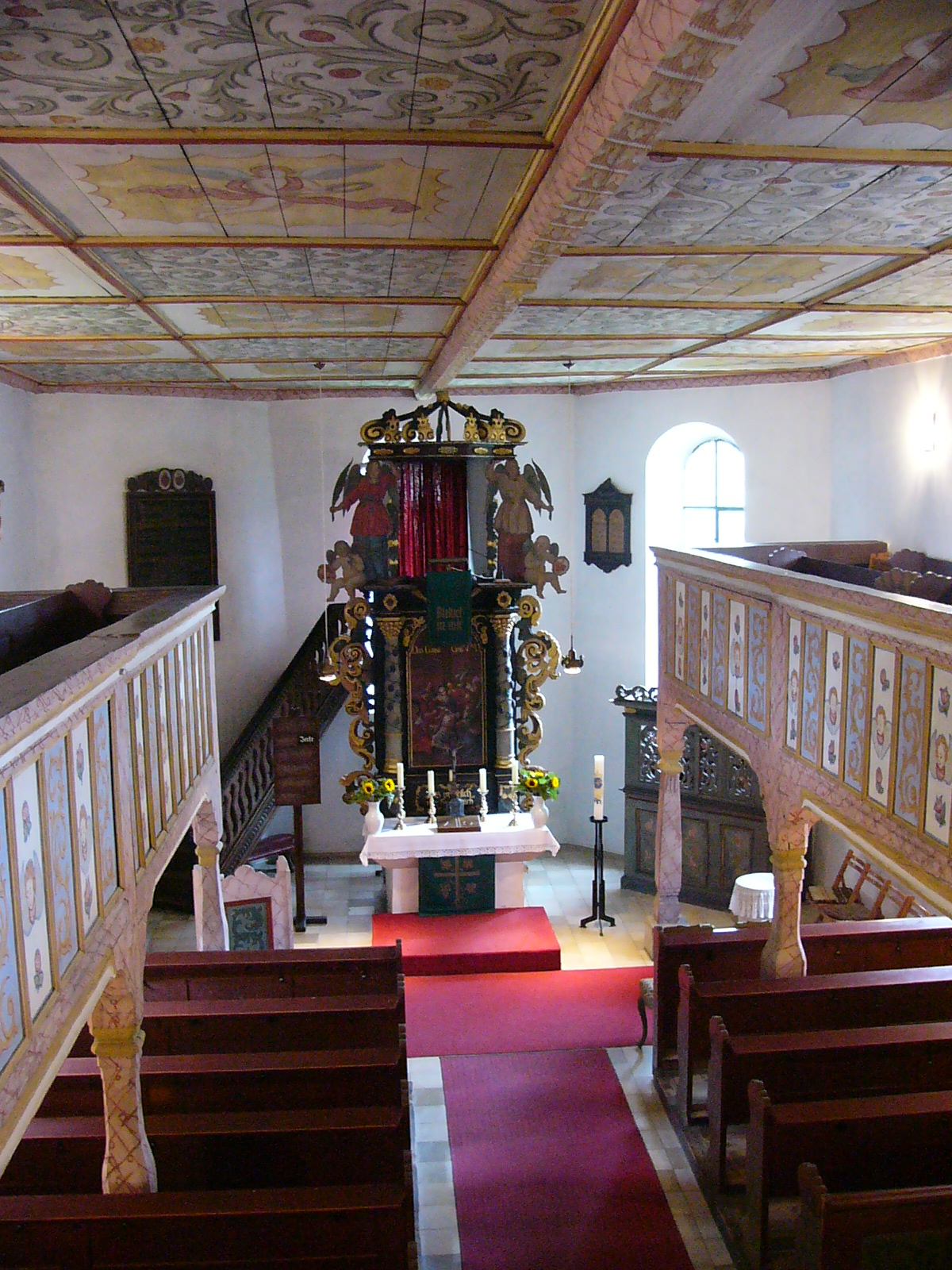
Innenansicht mit Blick zum Kanzelaltar

Die Heilig-Geist-Kirche ist eine evangelische Filialkirche in Oberredwitz, einem Stadtteil von Marktredwitz. Sie wurde im Spätmittelalter als Kapelle mit dem Patrozinium der heiligen Anna errichtet und 1702 nach Renovierung, Erweiterung und neuer Innenausstattung in „Kirche zum Heiligen Geist“ umbenannt. Die Kirche befindet sich in der Nähe des Schlosses Oberredwitz.

## Annakirche
Die Annakirche geht auf mittelalterliche Ursprünge zurück, weshalb das Gelände im Hinblick auf Vorgängerbauten als Bodendenkmal ausgewiesen ist. Eine erste Kapelle soll in Redwitz im 10. oder 11. Jahrhundert gebaut worden sein. 1143 wird in einer Schenkungsurkunde des Markgrafen Diepold III. von Vohburg ein Pfarrer von Redwitz („parrochs de Radewize“), 1221 ein „decanus de Radewitz“ erwähnt. Am 26. Juli 1390 wurde die Kirche zu Redwitz dem Stift Waldsassen inkorporiert.
Vermutlich ließen in der Zeit der Spätgotik die damaligen Schlossherren und Besitzer des Rittergutes als Patronatsherren eine Kapelle bauen. An der Außenwand der Kirche ist das Wappen der Familie von Redwitz als frühe Besitzerin des Dorfes eingelassen. Es weist auf einen „Jörg vo rebitz“ hin; nach einem Kaufbrief aus dem Jahr 1494 war in der Zeit um 1500 ein gewisser Georg von Redwitz Schlossbesitzer. Er ließ 1520 die bereits bestehende Schlosskapelle renovieren und erhielt am 7. April 1520 dafür vom päpstlichen Ordinariat aus Rom einen Ablass für 100 Tage. Weitere Besitzerin im 17. Jahrhundert war die Familie Müffling genannt Weiß.
In der Zeit der Reformation fanden ab Weihnachten 1638 in der Oberredwitzer Kirche evangelische Gottesdienste statt. An der Kirche amtierte ein Prädikant namens Johann Zwölfler. Wegen des großen Zulaufs von Christen aus Redwitz war die kleine Kirche oft überfüllt, sodass sie 1648 in der Länge erweitert wurde. In der zweiten Hälfte des 17. Jahrhunderts nutzten die Schlossherren jedoch die Schlosskapelle als Lager für landwirtschaftliche Erzeugnisse.

## Heilig-Geist-Kirche
Weihnachten 1692 erwarb Hans Achatz von Lindenfels für 16000 Gulden das Rittergut. Im Auftrag des Markgrafen Christian Ernst zu Brandenburg-Bayreuth ließ er ab 1693 die Kirche säubern und renovieren und in den folgenden Jahren nochmals erweitern. Die Innenausstattung wurde vollständig erneuert. 1702 waren die Baumaßnahmen unter den Sohn des Hans Achatz von Lindenfels, Jobst Bernhard, abgeschlossen. Im selben Jahr wurde die umgebaute und neugestaltete Kirche vom Redwitzer Pfarrer Georg Samuel Martius (1701–1740) auf den Namen „Zum Heiligen Geist“ eingeweiht.
1897 wurde eine alte, nicht mehr spielbare Orgel verkauft. Von Herbst 1992 bis Frühjahr 1993 wurde die Kirche erneut umfassend renoviert, 1993 erhielt sie eine neue Orgel, die von der Firma Steinmeier (Oettingen) gebaut wurde.
Im Turm hängen zwei Glocken: eine kleine Renaissance-Glocke, die um 1600 gegossen wurde, und eine im Jahr 1722 in Eger gegossene Glocke mit der Schulterumschrift Soli Deo Gloria („Gott allein die Ehre“).
Zu den Besonderheiten der überwiegend barocken Ausstattung zählt die Holzdecke, unterteilt in Motivtafeln, die abwechselnd Engel mit Leidenswerkzeugen und Blumen mit Rankenmustern zeigen. Zum Inventar gehören auch ein Kanzelaltar, eine Orgel ohne Gehäuse und ein Pfarrstuhl.
Ein großes hölzernes Epitaph links vom Altar erinnert an die Teuffel von Birkensee, die Anfang des 18. Jahrhunderts über Besitz am Ort verfügten und am Kanzelaltar ihr Wappen, von einem Engel gehalten, hinterlassen haben.

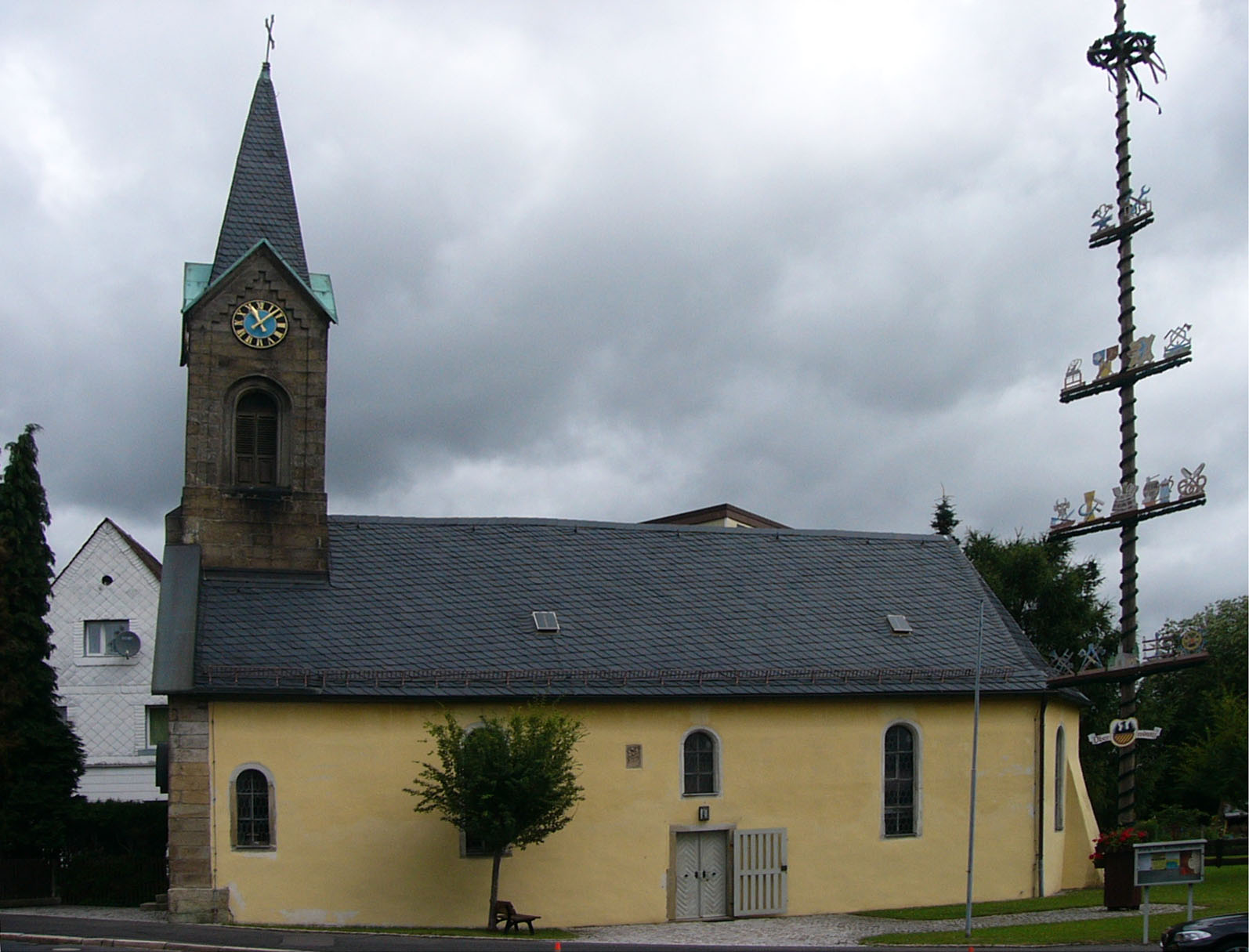
Außenansicht
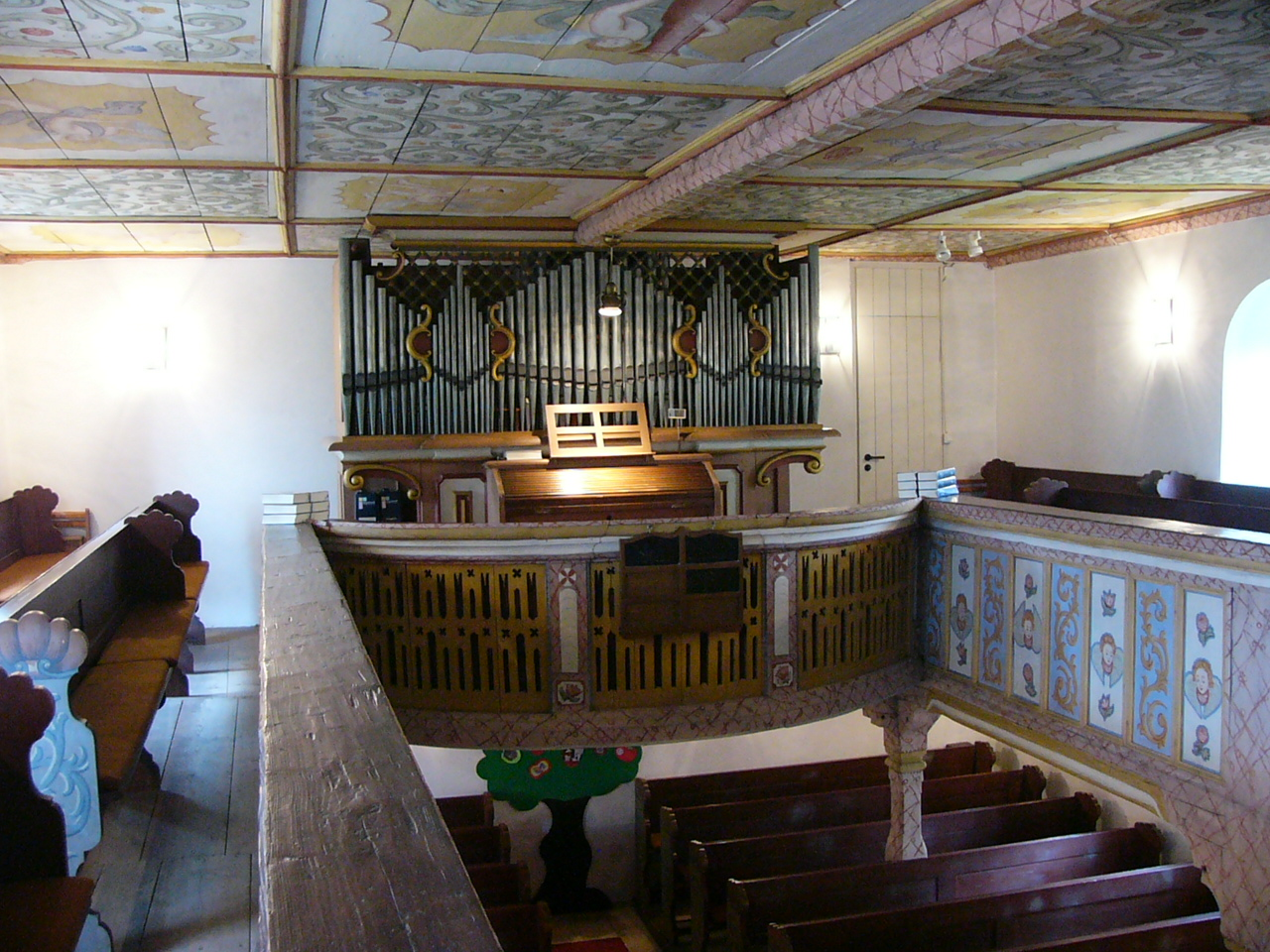
Orgel
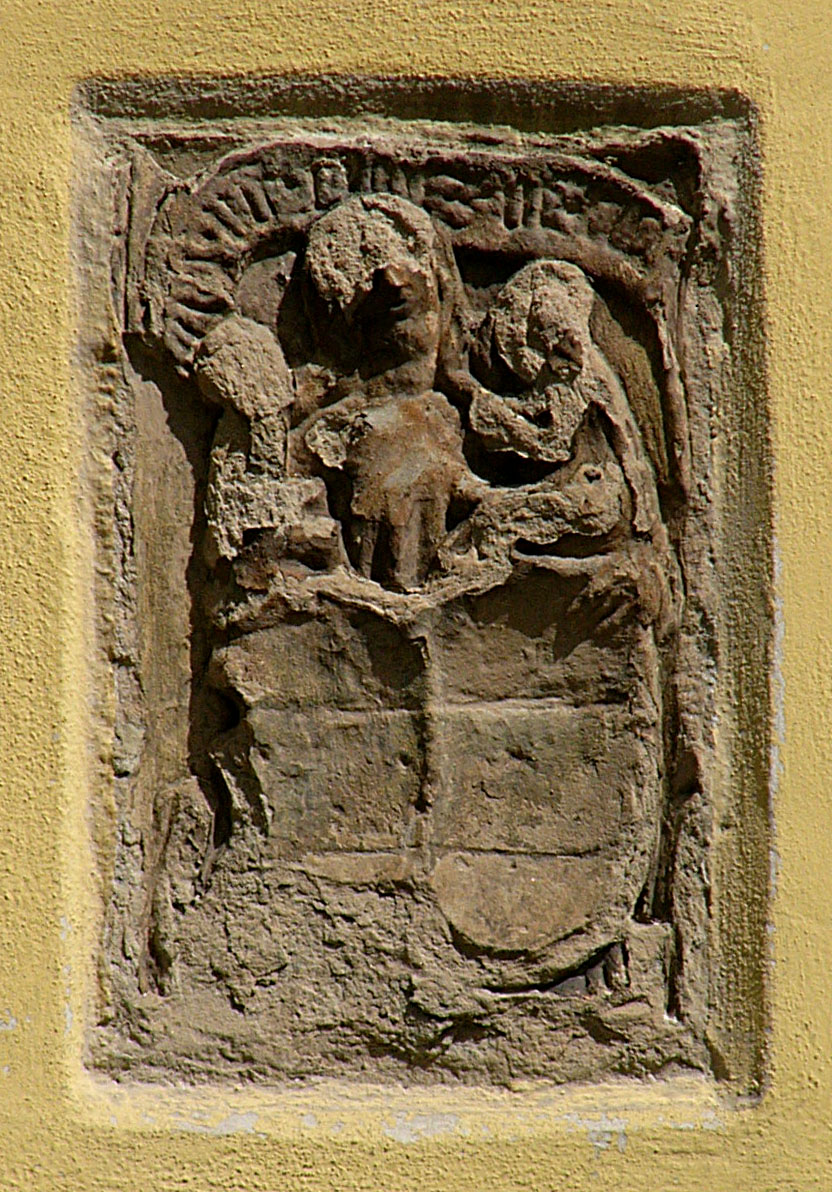
Wappen der Redwitz